# Вийральт, Эдуард
Э́дуард Ви́йральт (эст. Eduard Wiiralt (Viiralt); 20 марта 1898[…], Калитино, Санкт-Петербургская губерния — 8 января 1954[…], Париж) — эстонский художник-график.

## Биография
Начал заниматься графикой, будучи учеником Ревельской художественно-промышленной школы (1915—1919).
В 1919—1923 обучался скульптуре в первой эстонской национальной художественной школе «Паллас», в 1922—1923 совершенствовался в Дрезденской академии изобразительных искусств.
В 1925 году получил на один год стипендию для совершенствования в Париже, где проживал до начала Второй мировой войны.
Вернулся в Эстонию в сентябре 1939 года.
В 1944 году уехал в Австрию, поселившись в Вене.
В 1946 году переехал в Париж, где проживал до своей смерти в 1954 году. Похоронен на кладбище Пер-Лашез.
В 1996 году венесуэльский предприниматель эстонского происхождения Харри Мяннил вместе с живущим в Швеции эстонским меценатом Хенри Радеваллом подарил городу Таллину 62 графических произведения Вийральта.
29 ноября 1996 года в здании Эстонской национальной библиотеки была открыта Галерея Эдуарда Вийральта, где экспонируются работы художника, принесённые в дар эстонской столице Мяннилом и Радеваллом.
Вошёл в составленный в 1999 году по результатам письменного и онлайн-голосования список 100 великих деятелей Эстонии XX века.

## Известные работы

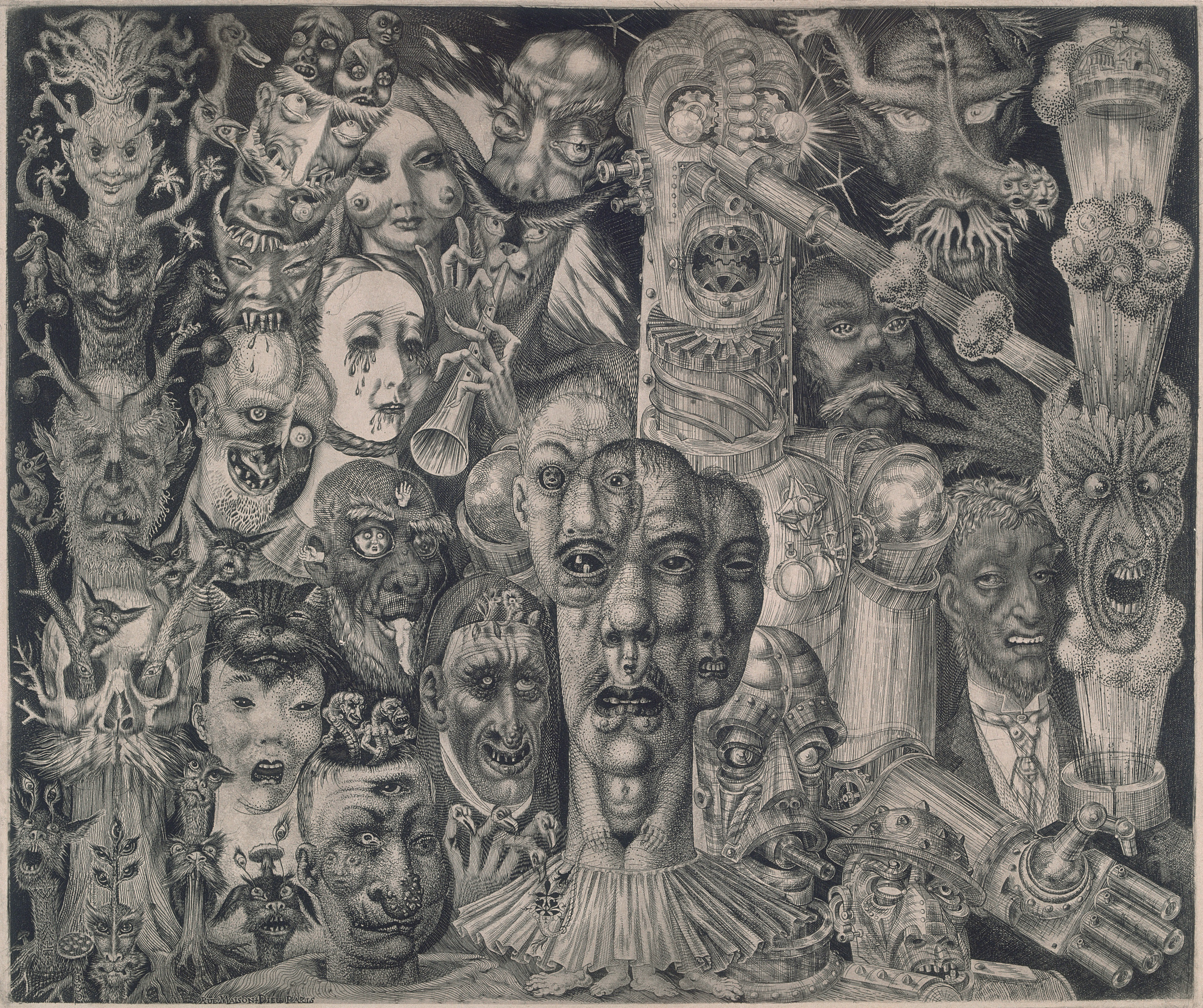
Гравюра «Ад»

- «Молящаяся девушка» (1921, графит)
- «Ад» (1930—1932)
- «Кабаре» (1931)
- «Проповедник» (1932, литография)
- «Обнаженные на фоне пейзажа» (1934, мягкий лак)
- «Пейзаж в окрестностях Парижа» (1937, офорт)
- «Лежащий тигр» (1937, мягкий лак)
- «Лежащая обнаженная с татуированной рукой» (1938—1939)
- «Старый бербер» (1938—1939)
- «Стоящая берберка» (1938—1939)
- «Аркейя» (1938, сухая игла)
- «Девочка-берберка с верблюдом» (1940, мягкий лак)
- Портрет художника К. Рауда (1939, сухая игла)
- «Моника» (1942, меццо-тинто)
- «Эстонская девушка», (1942)
- «Пейзаж Вильянди» (1943, сухая игла)
- «Вирве» (1943, сухая игла)
- «Поэт говорит камням» (1948, офорт)
- «Семейство львов» (1949, сухая игла)
- «Окапи» (1949, акватинта)